# داء ويلسون

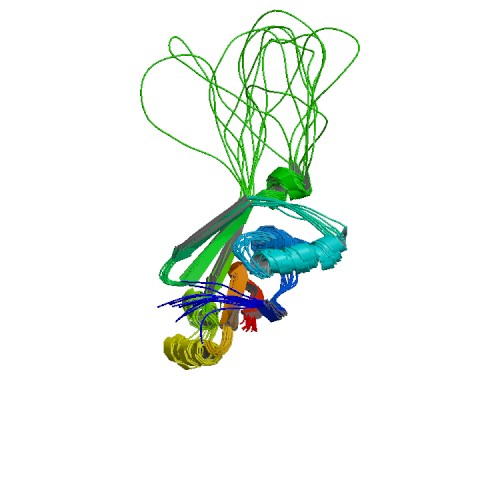
طفرة في جين ATP7B يقود إلى ظهور مرض ويلسون

مرض ويلسون أو  التَنكس الكبدي   مرض وراثي نادر الانتشار حيث يصيب فرداً من كل  30000. يظهر في بعض الناس ويورث عن الآباء. يجعل النحاس يتجمع في الكبد فلا يستطيع التخلص منه بالكامل ، فينتشر إلى العينين والبنكرياس في الأنسجة العصبية . وهذا يؤدي إلى عوارض عصبية وعقلية بالإضافة إلى أمراض الكبد، وعادة يتم علاجها بتقليل امتصاص النحاس أو بإزالة النحاس الزائد عن الحاجة في الجسم، ولكن في بعض الأحيان يكون هناك حاجة لعملية زراعة كبد.
ينتج مرض ويلسون عن طفرة في الجين المسؤول عن تشفير بروتين داء ويلسون (ATP7B). ينقل هذا البروتين النحاس الزائد إلى الصفراء، التي تطرحه إلى الأمعاء ليخرج مع الفضلات. تنتقل الحالة بالوراثة المتنحية. لا يصاب الشخص إلا إذا ورث نسخة محوّرة من الجين من كِلا الوالدَين. قد يكون التشخيص صعبًا وغالبًا ما يتضمن مجموعة من اختبارات الدم واختبارات البول وخزعة الكبد. يمكن استخدام الاختبارات الجينية لفحص أفراد عائلة المصابين.
يُعالج مرض ويلسون عادةً بتغيير الحمية الغذائية والأدوية. تتضمن هذه التغييرات الغذائية اتباع نظام غذائي منخفض النحاس وعدم استخدام أدوات الطهي النحاسية. تشمل الأدوية المستخدمة عوامل خالبة مثل الترينتين ود-بنيسيلامين ومكملات الزنك. قد تشمل مضاعفات مرض ويلسون الفشل الكبدي وسرطان الكبد ومشاكل كلوية. قد تكون زراعة الكبد مفيدة عند عدم فعالية العلاجات الأخرى، أو في حالة حدوث قصور كبدي.

يحدث مرض ويلسون عند حوالي 1 من كل 30000 شخص. تبدأ الأعراض عادة بين سن 5 و35 سنة. وُصف المرض لأول مرة في عام 1854 من قبل عالم الأمراض الألماني فريدريش ثيودور فون فريريتش وسُمي المرض على اسم طبيب الأعصاب البريطاني صموئيل ويلسون.

## السبب
تنتج هذه الحالة بسبب طفرة في جين بروتين مرض ويلسون (ATP7B). هذا الخلل في نسخة الجين موجود في شخص واحد من بين مئة، ولكنهم لا يطورون أي أعراض للمرض، بحيث يكونون حملة للمرض، وإذا كان الطفل لأبوين يحملان الجين، ينتج عنه تطور مرض ويلسون. وقد تم اكتشاف المرض من قبل الطبيب البريطاني الذي وصفه أول مرة، وهو الطبيب أليكساندر ويلسون (1878-1937) الذي اكتشفه عام 1912.

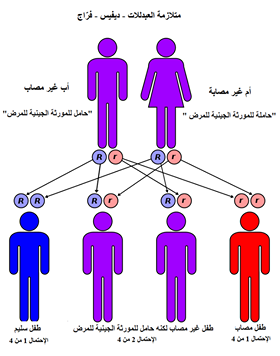
انتقال المرض بالوراثة

حيث تحدث هذه الطفرة خلل في أحد المورثات الصبغيات الجسدية وهو سيرولوبلاسمين (سيرولوبلازمين) ، وبالتالي تعطل في وظيفته ، حيث يشارك في النقل والتنظيم في الكبد ، ويقوم بنقل ذرات النحاس من أنسجة الجسم المختلفة .

## العلامات والاعراض
المناطق الرئيسية لتجمع النحاس هي الكبد والدماغ، وبسبب ذلك فإن معظم الأعراض تظهر كأعراض عقلية وعصبية بالإضافة إلى أمراض الكبد. ومعظم المرضى يظهرونها في العشرينيات من أعمارهم، إلا أن هناك العديد من المرضى الذين يتم كشف المرض عندهم بسبب تواجد المرض في أحد أفراد العائلة سابقاً.
أمراض الكبد
يمكن لأمراض الكبد أن تظهر من خلال التعب الزائد، الزيادة المتكررة في النزف بالإضافة إلى ارتفاع ضغط الدم، ولكن خطورة الإصابة لا تكون كبيرة بحيث 5% فقط من المصابين يتم تشخيصهم عندما يصابون بفشل في الكبد، ويتبعها حدوث أنيميا بسبب تدمير كريات الدم الحمراء، وهذا يؤدي إلى حدوث خلل في إنتاج البروتين والعمليات الأيضية في الكبد. الخلل في تأيض البروتين يؤدي إلى تجمع الأمونيا في مجرى الدم، وعندما تصل هذه المواد إلى الدم، فإن المريض يطور أعراض عصبية وعقلية مثل الحيرة والوقوع في غيبوبة وحدوث نوبات وأخيراً حدوث انتفاخ مميت في الدماغ.
أعراض أخرى في الجسم
هناك أعراض أخرى في الجسم، ومن ضمنها:

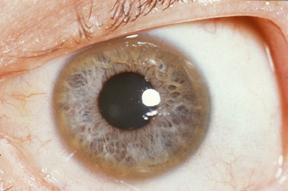
قزحية تظهر بلون نحاسي

- العيون: هناك خواتم بألوان نحاسية (خضراء إلى صفراء) ترى حول القزحية بسبب تجمع النحاس في ذلك النسيج، وهذا يظهر مع 66% من المصابين بالمرض، ويتم تصنيفه من ضمن الأعراض العصبية أكثر من أن تكون أعراض أمراض الكبد.
- الكلى: حيث يحدث خلل في تعامل الكلية مع الكالسيوم، فيؤدي إلى تجمع الكالسيوم في الكلية، مؤدياً إلى ضعف العظام بسبب خسارة الكالسيوم والفوسفات، وفي بعض الأحيان يؤدي إلى خسارة الأحماض الأمينية مع عدم القدرة غلى إنتاج البروتينات.
- القلب: تعتبر ضعف عضلة القلب نادر الحدوث كعرض من مرض ويلسون، حيث في هذه الحالة تؤدي إلى فشل في القلب، بسبب عدم قدرة القلب على النبض نتيجة تجمع السوائل، وقد يؤدي أيضاً إلى رعشة في القلب (نبض القلب بطريقة غير منتظمة، إما بأن تكون سريعة أو بطيئة).
- خلل في الهرمونات: خلل في الغدة الدرقية، مؤدياً إلى مستويات منخفضة من الكالسيوم. وقد تنتج أيضاً إلى عدم الخصوبة والإجهاض.

## العلاج
هناك علاجات مختلفة لمرض ويلسون. من بعضها إزالة النحاس من الجسم، وبعضهم يفضل الحمية بحيث يقلل كمية النحاس التي يتم تناولها مثل الفطر، الفستق، الفواكه المجففة, الكبد، الشوكولاطة، والمأكولات البحرية القشرية.
هناك دواء اسمه بنيسيلامين يعطى لمرضى ويلسون بحيث يقوم بالارتباط مع النحاس ليتم التخلص منه من خلال البول، بالإضافة إلى ذلك فإن معظم الحالات يلزمها زراعة كبد لأن جزءاً كبيراً من الكبد يكون قد حصل له تشمع، وفشل كبد كامل.

## العلاج الغذائي
بشكل عام، ينصح باتباع نظام غذائي قليل بالمأكولات التي تحتوي على النحاس، مع تجنب الفطر، المكسرات، الشوكولاته، الفواكه المجففة، الكبد، والمحار.

## الاختبار الجيني
يمكن إجراء تحليل للجين ATP7B كما لجينات أخرى مرتبطة بتراكم النحاس في الكبد. بمجرّد تأكيد الطفرة يمكن فحص أفراد العائلة كجزء من الفحص الجيني العائلي.

## تتبع وكشف
عندما يكون كلا الوالدين للطفل يحملون هذا المرض، فمن الضروري تتبع الطفل قبل أن تصبح الأعراض الأولى مرئية. بشكل عام تظهر هذه الأعراض في مرحلة المراهقة. وفقا للعديد من شهادات المرضى وأسرهم  فان اعراض المرض تظهر بداية من العام الرابع عشر.

## وصلات خارجية
- wilson's disease
- wilson's disease association international